# Ciao! Bravo!!
Ciao! Bravo!! é o sexto álbum da carreira (e o terceiro não-independente) do Duo musical japonês Depapepe.
O álbum alcançou a 10 posição da Oricon, permanecendo no Top-10 por 15 semanas.

## Faixas
01. Kimidori

02. Lahaina

03. judgement

04. SLOW SUNSET

05. Nemachi no Tsuki

06. Sakura Mau

07. Hakushaku no Koi

08. Seishun Comeback

09. Kitto Mata Itsuka (album version)

10. Bravo March

11. SUNSHINE SURF!!

12. T.M.G.

13. Lahaina (mahalo version)